# Spencer Compton, 2nd Marquess of Northampton
Spencer Joshua Alwyne Compton, 2. markiz Northamptonski, PRS, britanski plemič, * 2. januar 1790, † 17. januar 1851.
Med letoma 1838 in 1848 je bil predsednik Kraljeve družbe.